# Saltwater
Pour plus de détails, voir Fiche technique et Distribution.
Saltwater est un film américain paru en 2012 de Charlie Vaughn  Le scénario et la production sont de Ronnie Kerr, qui joue aussi dans le film.
La première de Saltwater a lieu le 14 juillet 2012 au XVIIIe Philadelphia QFest annuel. Qfest est le festival de films LGBT le plus important de la côte Est des États-Unis et le troisième en importance dans le pays.

## Synopsis
L'histoire commence avec Will (Ronnie Kerr), officier homosexuel de l'U.S. Navy, qui vient de quitter l'armée. Il retrouve ses anciens amis et se met en quête d'un nouveau petit ami pour partager sa vie. Son copain Rich (Bruce L. Hart) lui présente Josh (Ian Roberts), qui est très attirant physiquement et plein de charme. L'alchimie opère instantanément entre les deux, mais leurs emplois du temps sont différents. C'est alors qu'une tragédie imprévisible surgit dans leur vie, ce qui force les deux hommes à s'accorder et à faire face à ce nouveau défi.

## Distribution
- Ronnie Kerr: Will Baston
- Ian Roberts: Josh
- Justin Utley: Joe
- Bruce L. Hart: Rich[3]
- Berna Roberts: Christine
- Will Béthencourt: Mike
- Brent Henry: Jack
- Jonathan Camp: Shawn
- Jonathan Brett: Hank [4]
- Bryan Glick: le patron du restaurant
- Tenee Hill: Lawyer
- Derek Jameson: Tyler
- Jennifer Jones: Liz
- Russell Dennis Lewis: Collin
- Lawrence Nicols: Frank

## Autour du film
En 2005, un ancien marine américain, plutôt agréable physiquement et qui compte de nombreux amis - dont Ronnie - et un petit ami, se suicide à la stupéfaction de tous, et ne laisse aucun message posthume d'explication. Cette tragédie réelle est la source d'inspiration de ce film. Les scènes se déroulent en divers endroits de North Hollywood, de Sherman Oaks et de San Diego.
L'ancien champion de rugby à 13, Ian Roberts, devenu acteur et qui joue le rôle principal déclare : « j'ai choisi Saltwater comme le premier film ou je jouerai un personnage homosexuel, car son intrigue m'est tout à fait personnelle. Cela résonne en moi, comme aucun scénario ne l'a fait auparavant ». Justin Utley, qui était ami de longue date de Ronnie, est l'auteur de la musique du film et joue dans le film.
Le titre, Saltwater (en français : Eau salée), vient d'un des personnages qui déclare à un ami : « l'eau salée est un remède universel, on la trouve dans les larmes, la sueur ou dans la mer. »
Le film est tourné en red Scarlet.

## DVD
Le DVD est sorti le 31 décembre 2012.